# Cafard (économie)
Pour les articles homonymes, voir cafard (homonymie).
Un cafard (de l'anglais cockroach) est une startup qui, depuis sa création, se développe de manière graduelle et progressive,.
Considéré comme un concept alternatif à celui de « licorne », le terme désigne une entreprise qui met un accent particulier sur ses produits ainsi que sur son chiffre d'affaires, tout en tentant d'avoir un contrôle optimal de ses dépenses afin de faire de sa croissance un enjeu prioritaire et de tenter de toujours conserver son équilibre financier,.
Une entreprise ou startup de type cafard serait considérée par certains investisseurs comme un investissement moins risqué qu'une licorne, qui se concentre quant à elle sur une croissance ultra-rapide financée par des fonds extérieurs (que ce soit via le capital risque, des business angels, le fonds commun de placement dans l'innovation, etc.) avant de se focaliser sur sa rentabilité et ses revenus,,,.